# Bertil Antonsson
Bertil Antonsson (Trollhättan, Suecia, 19 de julio de 1921-ídem, 27 de noviembre de 2006) fue un deportista sueco especialista en lucha libre olímpica donde llegó a ser subcampeón olímpico en Londres 1948.

## Carrera deportiva
En los Juegos Olímpicos de 1948 celebrados en Londres ganó la medalla de plata en lucha libre olímpica estilo peso pesado, tras el húngaro Gyula Bóbis (oro) y por delante del australiano Joseph Armstrong (bronce). Cuatro años después, en las Olimpiadas de Helsinki 1952 volvió a ganar la medalla de plata en la misma categoría.